# Lumen seconde
En photométrie, le lumen seconde (lm s) est l'unité de quantité de lumière dans le Système international d'unités (SI). Il est basé sur le lumen, unité SI du flux lumineux, et la seconde, unité de base du SI mesurant le temps.
Le lumen seconde est parfois appelé talbot, de symbole T. Ce nom a été créé en 1937 par le Committee on Colorimetry (« Comité sur la colorimétrie ») de l'Optical Society of America, en l'honneur du photographe William Henry Fox Talbot.
Ce même Committee on Colorimetry a également défini en 1937 le lumerg ou lumberg, l'unité de quantité de lumière dans le système CGS, relié à l'erg comme le lumen seconde l'est au joule :
1 lumerg = 10−7 lm s.

## Grandeurs et unités de photométrie du Système international
|                                               | SI grandeurs photométriques | v · d · m                       |                        |                           | |
| Grandeur                                      | Grandeur                    | Unité                           | Unité                  | Dimension (hors unité SI) | Notes |
| Nom                                           | Symbole                     | Nom                             | Symbole                | Dimension (hors unité SI) | Notes |
| Quantité de lumière                           | Qv                          | lumen seconde                   | lm s                   | T⋅J                       | Le lumen seconde est parfois appelé le talbot.                                                                                        |
| Flux lumineux                                 | Φv                          | lm (= candela stéradian)        | lm (= cd sr)           | J                         | Quantité de lumière par unité de temps                                                                                                |
| Intensité lumineuse                           | Iv                          | candela (= lumen par stéradian) | cd (= lm/sr)           | J                         | Flux lumineux par unité d'angle solide                                                                                                |
| Luminance                                     | Lv                          | candela par mètre carré         | cd/m2 (= lm sr−1 m−2)) | L−2⋅J                     | Flux lumineux par unité d'angle solide par unité de surface de source projetée. Le candela par mètre carré est parfois appelé le nit. |
| Éclairement lumineux                          | Ev                          | lux (= lumen par mètre carré)   | lx (= lm/m2)           | L−2⋅J                     | Flux lumineux incident sur une surface                                                                                                |
| Exitance lumineuse                            | Mv                          | lumen par mètre carré           | lm/m2                  | L−2⋅J                     | Flux lumineux émis depuis une surface                                                                                                 |
| Exposition lumineuse                          | Hv                          | lux seconde                     | lx s                   | L−2⋅T⋅J                   | Éclairement lumineux intégré en fonction du temps                                                                                     |
| Densité de quantité de lumière                | ωv                          | lumen seconde par mètre cube    | lm s/m3                | L−3⋅T⋅J                   | |
| Efficacité lumineuse (d'un rayonnement)       | K                           | lumen par watt                  | lm/W                   | M−1⋅L−2⋅T3⋅J              | Quotient du flux lumineux sur le flux énergétique                                                                                     |
| Efficacité lumineuse (d'une source)           | η                           | lumen par watt                  | lm/W                   | M−1⋅L−2⋅T3⋅J              | Quotient du flux lumineux sur la puissance consommée                                                                                  |
| Coefficient lumineux                          | V                           |                                 |                        | 1                         | Efficacité lumineuse normalisée par l'efficacité maximale possible                                                                    |
| Voir aussi : - SI - Photométrie - Radiométrie |                             |                                 |                        |                           | |